# Hadždž

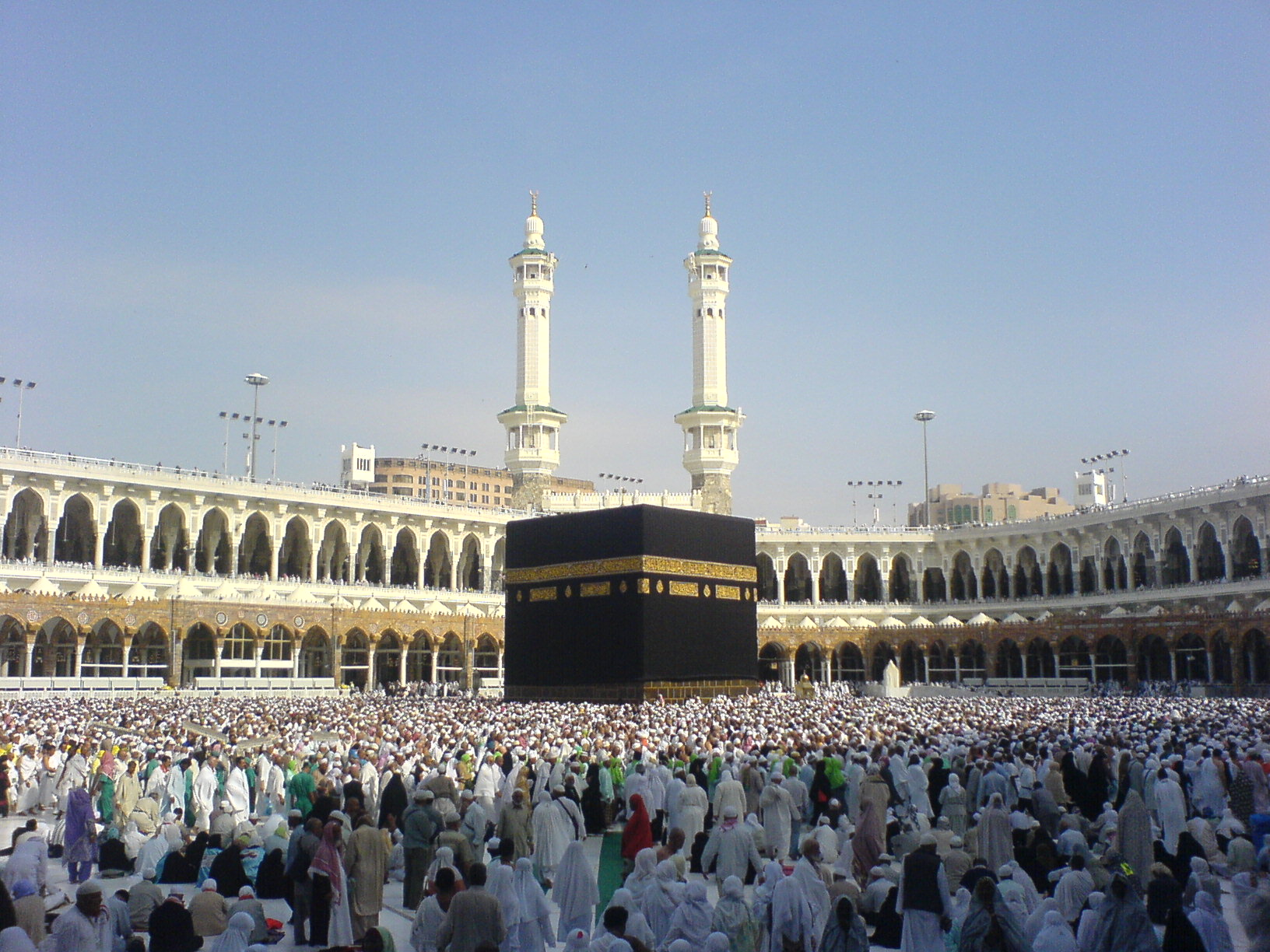
Poutníci během hadždže na nádvoří mešity Al-Masdžid al-Harám

Hadždž (arabsky حَجّ‎) je arabský výraz pro pouť do Mekky v Saúdské Arábii, jeden z pěti pilířů islámu. Mekka a tamní svatyně Ka'ba patří k nejposvátnějším islámským místům. Pouť do Mekky, která má svůj původ již v předislámské Arábii, by měl alespoň jednou za život vykonat každý muslim, který je toho fyzicky schopen a má k tomu dostatek finančních prostředků. Muslimovi, který celý rituál pouti absolvuje, náleží čestný titul hadži (hádždží).
Hadždž tvoří velké množství rituálních úkonů, mezi hlavní patří menší pouť zvaná umra (skládá se ze sedmerého obcházení Ka'by a přecházení mezi pahorky as-Safá a al-Marwá), rituální stání na planině Arafát, kamenování satana v Miná a svátek Íd al-adhá, který slaví muslimové po celém světě formou obětování zvířat Alláhovi. Hadždž se koná zhruba sedmým až dvanáctým dnem měsíce dhú'l-hidždža. Vzhledem k tomu, že islámský kalendář je lunární, každoročně připadá doba konání pouti do Mekky na různé dny gregoriánského kalendáře.
Pouti do Mekky se každoročně účastní okolo dvou milionů muslimů. Takové množství poutníků způsobuje řadu problémů. V minulých letech došlo během poutě k mnoha tragickým událostem. Z bezpečnostního hlediska je nejrizikovější kamenování satana v Miná, které si v roce 2006 vyžádalo přes tři sta ušlapaných a další stovky zraněných poutníků. V důsledku toho přijala vláda Saúdské Arábie řadu bezpečnostních opatření včetně stavebních úprav údolí Miná.
Přes rozsáhlá opatření došlo koncem září 2015 během hadždže tohoto roku opět v Miná k ještě většímu neštěstí, při kterém bylo podle neúplné bilance zabito nejméně 717 obětí paniky ušlapáním a zraněno 863 poutníků.
Do organizace pouti zasáhla také pandemie covidu-19. Roku 2022 je v provozu rezervační systém poutnických míst spolu s nezbytnými vízy.

## Cíl a původ pouti
Cílem pouti muslimů je město Mekka v Hidžázu v Saúdské Arábii, především pak tamější svatyně Ka'ba. Mekka je pro muslimy posvátným místem, právě zde se narodil a začal působit prorok Mohamed (asi 570–632). Poté, co byl vystaven odmítnutí a pronásledování mekkánských kmenů (včetně vlastního kmene Kurajšovců), rozhodl se roku 622 odejít do Medíny (hidžra). Pobyt Mohameda v Medíně je označován jako medínské období. Až v této době Mohamed nakázal svým stoupencům povinnou pouť ke Ka'bě, kterou považoval za svaté místo.

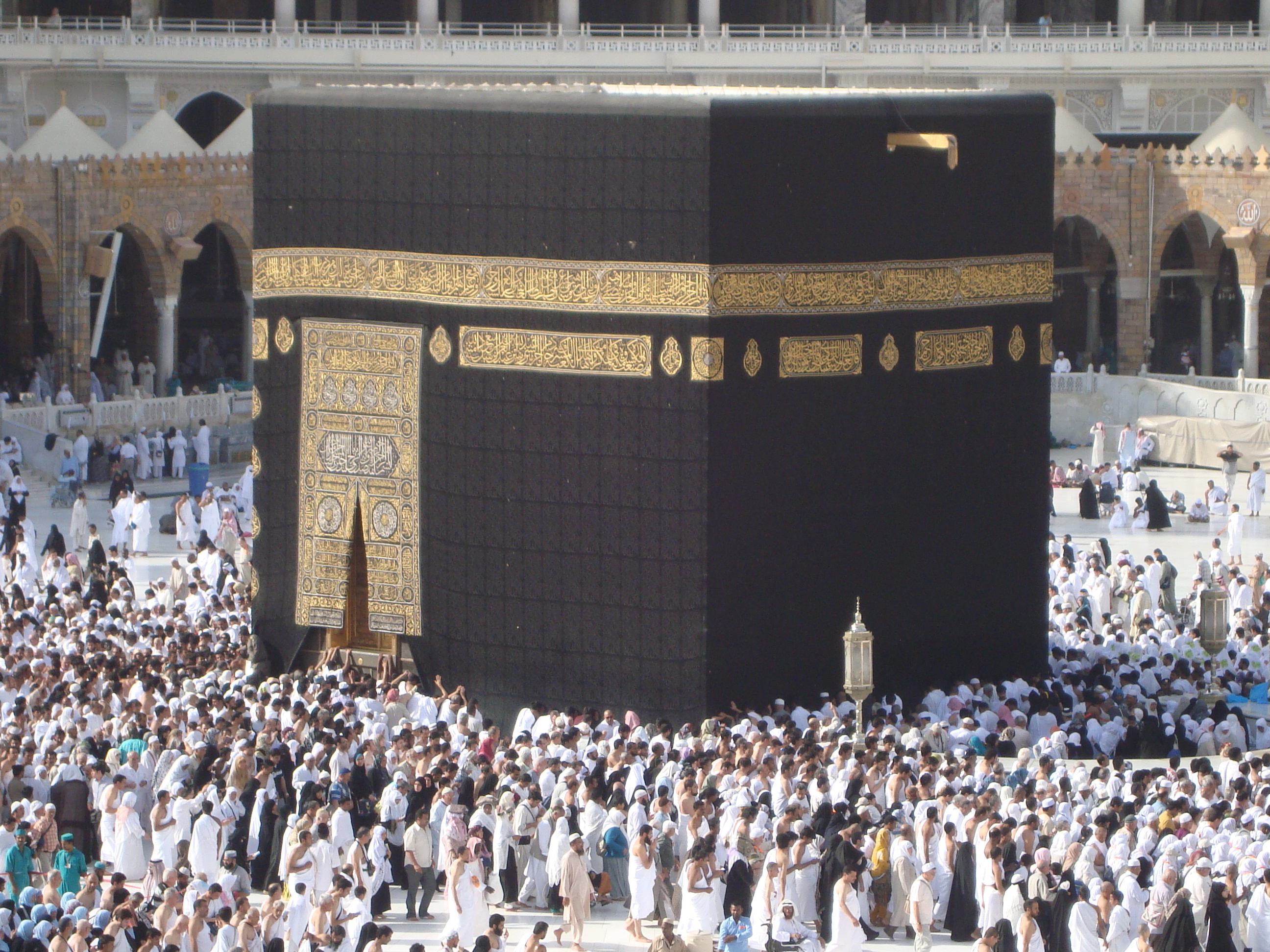
Ka'ba zahalená černým brokátem zvaným kiswa (foto z roku 2006)

Ka'ba byla tradičním sídlem arabských bohů jako byli Hubal, al-Lát, al-Uzzá nebo Manát a pouť k ní se konala již v předislámské Arábii. Podle tehdy vznikající islámské tradice Ka'bu vystavěl Adam poté, co jej Bůh vyhnal z ráje. Když nastala potopa, Ka'ba měla být vzata do nebe a znovu vystavěna Ibrahímem (biblický Abrahám) a Ismá'ílem (Izmael). Ke svatyni se vztahuje i další legenda: když Ibrahím zapudil Hádžar (biblická Hagar) a jejího syna Ismá'ílíja do pouště, Ismá'íl po nějakém čase bloudění dostal žízeň. Hádžar se vydala hledat vodu, avšak nemohla ji najít a až anděl Džibríl (Gabriel) ji dovedl k prameni Zamzam, nad kterým později Ibrahím s Ismá'ílem postavili svatostánek. Dnes se pramen nachází v blízkosti Ka'by a muslimy je považován za posvátný. Ka'ba, nacházející se na dvoře mešity Al-Masdžid al-Harám, zvané též „Velká mešita“, je přibližně 15 metrů vysoká, 12 metrů dlouhá a 10 metrů široká kamenná stavba. Celá bývá pokryta brokátovou látkou zvanou kiswa, zdobenou různými kaligrafickými nápisy, zejména verši z koránu. Před každoroční poutí se kiswa mění za novou, stará se rozstříhá a rozdá poutníkům.
V Ka'bě je uložen Černý kámen, který byl předmětem uctívání již v předislámské Arábii a dnes se jedná o nejsvětější islámskou relikvii. Ve středověku byl rozbit na několik kusů a nyní je spojen pomocí stříbrného rámu. Jedná se patrně o bazalt či meteorit. Podle lidového vyprávění byl kámen nejdříve bílý, avšak zčernal následkem hříchů muslimů, kteří se mu přichází klanět.
Mohamedova myšlenka pouti ke Ka'bě byla ovlivněna pohanskými kulty, dále pak křesťanstvím i židovstvím. V koránu je povinnost muslima vykonat hadždž zakotvena v třetí súře ve verši 97:
| „ | […] A Bůh uložil lidem pouť k chrámu tomuto pro toho, kdo k němu cestu může vykonat. Však ten, kdo nevěří… vždyť Bůh věru je soběstačný a obejde se bez lidstva veškerého. | “ |
| — | |   |

## Poutníci

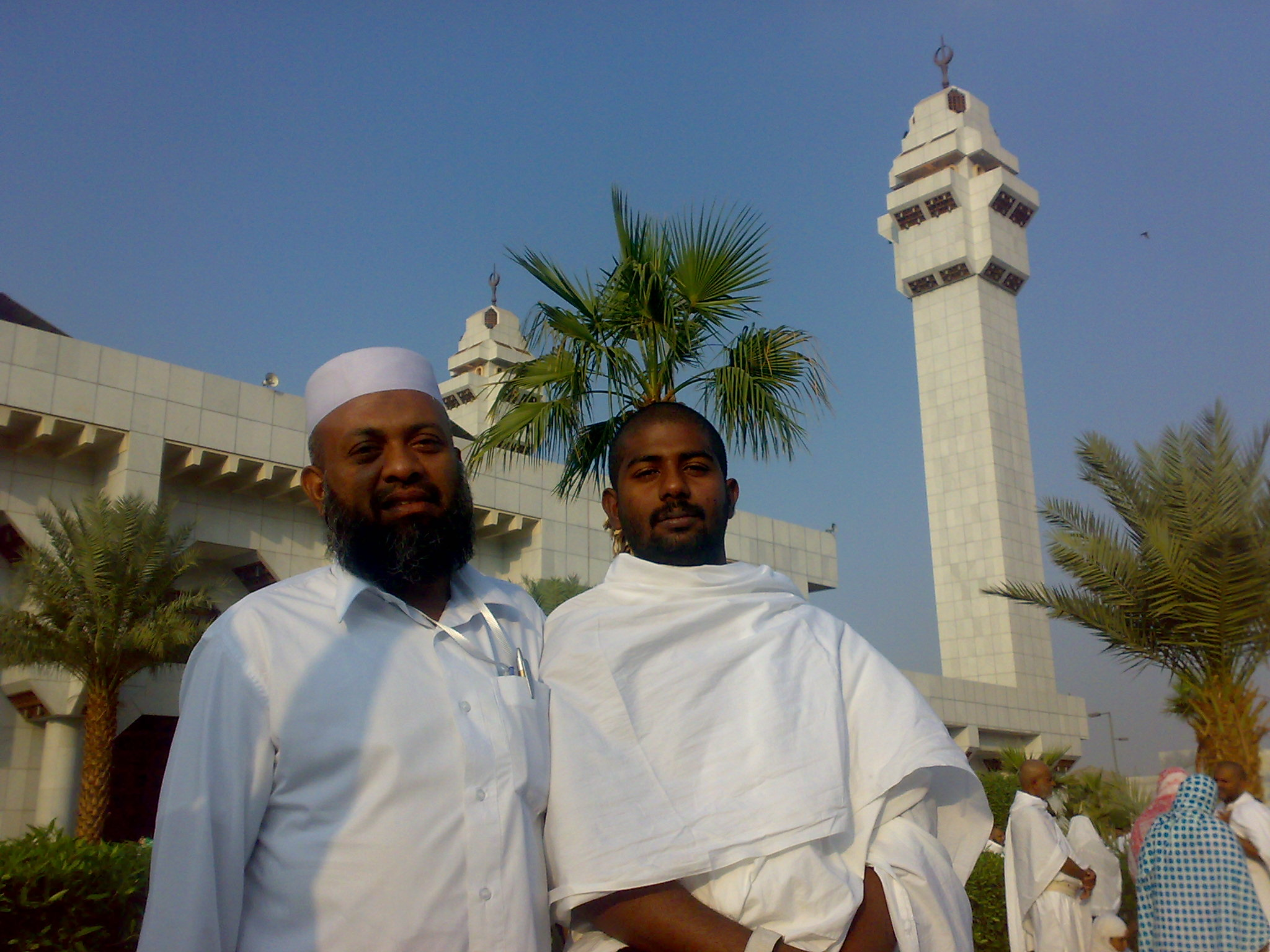
Poutníci v ihrámu

Povinnost vykonat alespoň jednou za život pouť do Mekky má každý muslim bez rozdílu společenského postavení či pohlaví. Muslim, který se rozhodne hadždž vykonat, by měl mít dostatek financí na celou dobu pouti a zároveň by se měl postarat o zajištění osob, které jsou na něm závislé, a úhradu případných dluhů po dobu své nepřítomnosti.
Pokud je muslim nemocný a má dostatek finančních prostředků, může za sebe do Mekky vyslat zástupce, případně to může stanovit v závěti a dědic je povinen tuto službu zemřelému prokázat. Za zesnulého muslima může pouť vykonat jeho dítě, které opět smí někomu zaplatit, aby vykonal hadždž za něj. Pouť nemusí vykonávat ten muslim, který cítí, že by poutí riskoval svůj život. Hadždže se účastní jen muslimové, nemuslimům není vstup do Mekky povolen.
Podle šaríi se pouti nemusí účastnit tělesně postižení lidé. Nebývá však výjimkou, že se pouti účastní muslimové s trvalým postižením, nevidomí či těžce nemocní.

## Poutní rituál
| Rok  | 7.–12. den měsíce dhú'l-hidždža |
| ---- | ------------------------------- |
| 2007 | 16. prosince – 21. prosince     |
| 2008 | 5. prosince – 10. prosince      |
| 2009 | 24. listopadu – 29. listopadu   |
| 2010 | 13. listopadu – 18. listopadu   |
| 2011 | 3. listopadu – 8. listopadu     |

Samotná pouť se koná v měsíci dhú'l-hidždža přibližně mezi 7.–12. dnem. Jelikož je islámský kalendář lunární, pouť začíná vzhledem ke gregoriánskému kalendáři vždy o 11–12 dní dříve než předešlý rok.

### Cesta kMekce
Vstupní branou k Mekce je město Džidda, kde se nachází letiště. Odtud se muslimové přepravují většinou pomocí autobusů do Mekky. Každoroční obrovské nápory poutníků způsobily, že mezi Mekkou a Džiddou bylo třeba vystavět dálnici a vysokorychlostní železnici. Mekka a oblast ve vzdálenosti asi 5–30 kilometrů okolo ní tvoří tzv. posvátný okrsek (arabsky haram). Před vstupem do něj se poutníci zastaví na určeném místě, kde se omyjí, ostříhají si nehty a muži si holí hlavu. Poté si mužská část poutníků oblékne šat zvaný ihrám, který se skládá ze dvou kusů bílé bezešvé látky. První díl si ovinou kolem boků a druhý přehodí přes levé rameno a na pravé straně jej zavážou na uzel. Ženy si oblékají dlouhá, taktéž bílá roucha, jež zahalují i hlavu. Jakmile poutník vykoná tyto rituální úkony, dostává se do stavu označovaného ihrám – „zasvěcení“. Během něj se muslimové musí zdržet pohlavního styku, je jim zakázáno se česat, stříhat si vlasy, vousy, ochlupení a nehty, vonět se voňavkami, nosit drahé šperky, prolévat krev, lovit zvěř a trhat rostliny. Těsně před vstupem do haramu jsou poutníci kontrolováni, zda mají pas se zvláštním poutnickým vízem.
Již na cestě k Mekkce poutníci recitují formuli zvanou talbija. Ta zní: Labbajka, Alláhumma, labbajka, lá šaríka laka, labbajka, inna'l-hamda wa'n-ni'mata laka, wa'l-madh, lá šaríka laka, Alláhumma, labbajka! (v překladu „Tobě k službám zde stojím, Bože, tobě k službám. Nemáš sobě rovného, Tobě budiž chvála, milost a sláva, nemáš sobě rovného.“) Talbija bývá často provolávána i ve zkrácené podobě Labbajka, Alláhumma, labbajka! („Tobě k službám, Bože, tobě k službám!“).
Kvůli organizaci poutě a dodržení jednotlivých rituálů jsou poutníci shromažďování podle národností do jednotlivých skupin a řídí se pokyny průvodců nazývaných šejchové, dalílové či mutawwifové, kteří mají za úkol poutníky organizovat a napomoci jim při dodržování správného postupu jednotlivých rituálů.

### Umra
Osmým dnem měsíce dhú'l-hidždža začínají rituální úkony v Mekce. Nejdříve poutníci vykonávají tawáf, rituál sestávající ze sedmerého obcházení Ka'by proti směru hodinových ručiček. Tak to prý dělali vyznavači jedinosti Boží (hanífové) před příchodem Mohameda a tak to měl dělat i sám Prorok. Při obcházení Ka'by se muslimové snaží políbit Černý kámen nebo se jej aspoň dotknout, třeba jen hůlkou. Dotknout se kamene nepatří mezi povinnosti muslima, je to čin individuální zbožnosti.

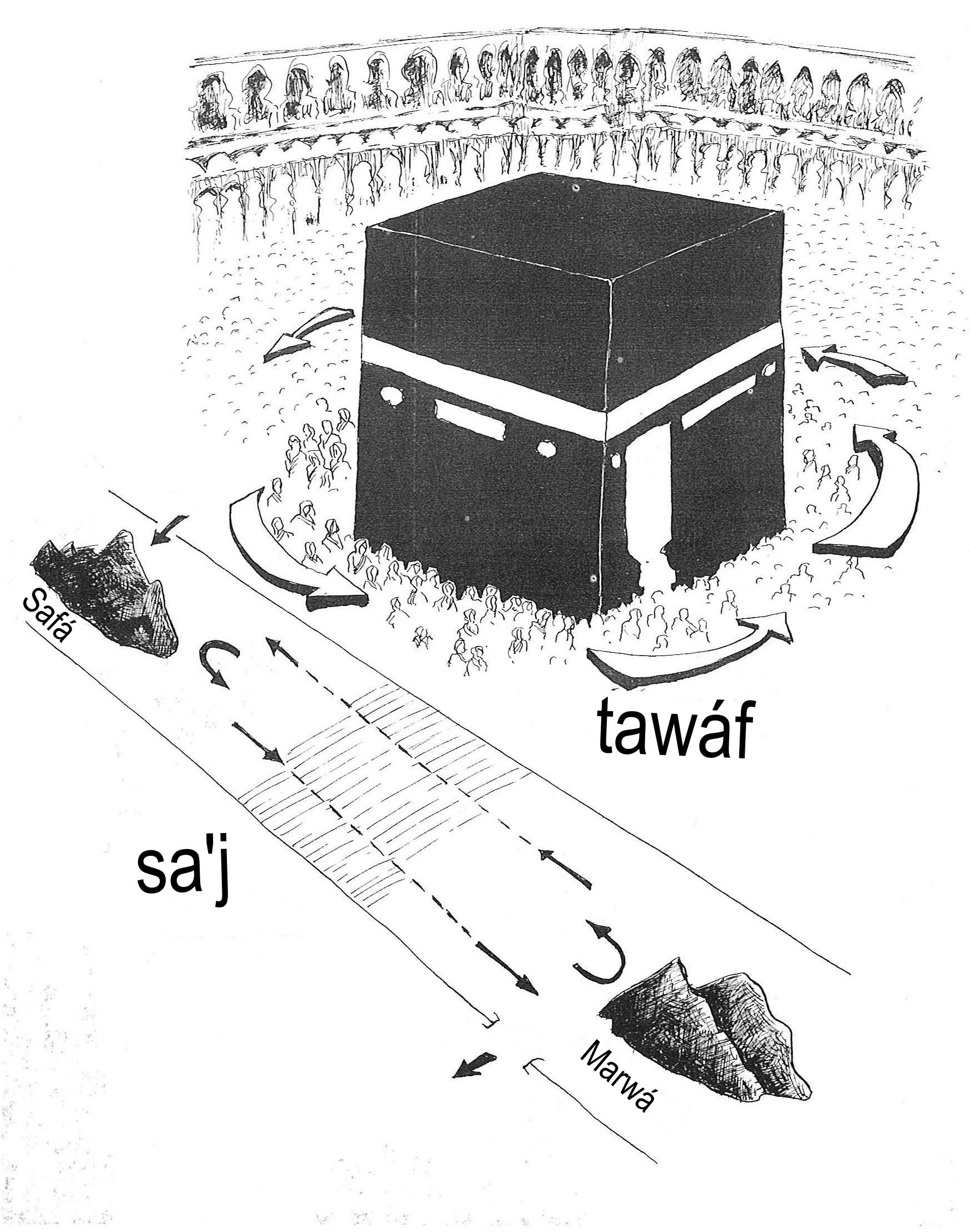
Plánek zobrazující pohyb muslimů během umry

Po rituálu obcházení Ka'by se poutníci dvakrát pomodlí čelem k místu mezi vchodem Ka'by a Černým kamenem, které se nazývá multazam, a pijí vodu z pramene Zamzam. Poté následuje běh či chůze mezi pahorky Safá a Marwá, které jsou od sebe vzdáleny asi 700 metrů. Během putování mezi pahorky muslimové nahlas pronášejí verše koránu. Tento úkon, který se nazývá sa'j, symbolizuje Hádžařino zmatené běhání pouští, během kterého se snažila najít vodu pro svého syna Ismá'íla. Po skončení těchto rituálů se většina poutníků odebere do údolí Miná, kde přečká noc v bílých stanech.
Obcházení Ka'by a běh mezi dvěma pahorky tvoří tzv. malou pouť zvanou umra. Tu lze vykonat i mimo určená data jakožto záslužný zbožný čin, na rozdíl od hadždže (tzn. „velké pouti“), který lze vykonat jen v předepsané dny v roce. Muslimové, kteří přijeli vykonat jen umru, odloží po jejím skončení poutní šat, čímž vystoupí ze stavu ihrámu a odeberou se domů nebo navštěvují další svatá místa, jako je Mohamedova hrobka v Medíně. Umru často vykonávají muslimští politici, kteří navštíví Saúdskou Arábii, aby tak dali veřejně najevo svou zbožnost.

### Arafát
Hlavní obřady samotného hadždže začínají 7. dne měsíce dhú'l-hidždža promluvou (chutba) v mešitě Masdžid al-Haram a slavnostní večeří. Při promluvě má hlavní slovo chatíb, který hovoří o Mohamedovi, o významu hadždže a zejména seznamuje poutníky s programem pouti. Další den se poutníci dostaví do oblasti Miná, kde stráví celý den rozjímáním a v modlitbách.

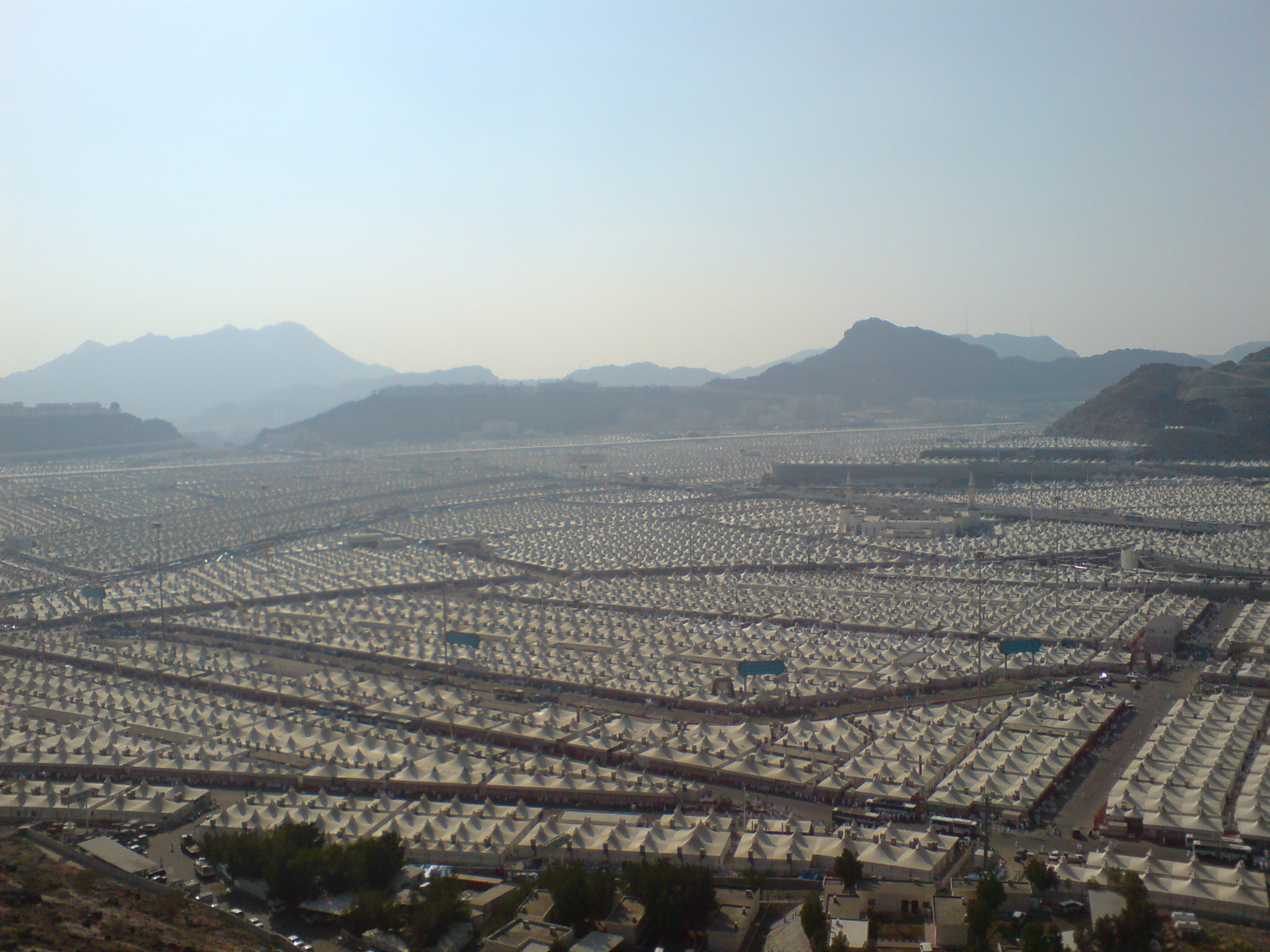
Oblast Miná, ve které se v době pouti nachází tisíce bílých stanů, kde jsou poutníci ubytováni

Devátého dne ráno se muslimové odeberou na planinu Arafát k rituálnímu stání. Arafát je podle islámské tradice místem, kde došlo k opětovnému shledání Adama a Evy po jejich vyhnání z ráje, také je to místo loučení Mohameda s obcí věřících v roce 632. Rituál na Arafátu začíná polední modlitbou a pokračuje stáním až do západu slunce, během kterého se poutníci modlí a prosí Alláha o slitování, což bývá považováno za jakousi obdobu soudného dne. Jestliže poutník tento rituál zmešká, je celá jeho pouť neplatná. Obřad stání na Arafátu bývá považován za jeden z vrcholů celého hadždže. Po skončení modliteb se poutníci přemístí (běží) do Muzdalify, kde pokračují v modlitbách a v jejímž okolí stráví noc. Korán popisuje sestup z Arafátu takto:
„[...] A když provádíte běh z Arafátu, vzpomínejte Boha poblíže místa posvátného! Vzpomeňte, že On vás uvedl na správnou cestu, zatímco předtím jste byli z těch, kdož bloudí.“

### Svátek obětování
Vyvrcholení hadždže nastává desátého dne, kdy muslimové v údolí Miná symbolicky kamenují satana a obětují Alláhu zvíře. Tento den je označován „Svátek obětování“ (Íd al-adhá) nebo „Velký svátek“ (Al-íd al-kabír) a slaví jej muslimové po celém světě modlitbou salát a zvířecí obětí.
Oběť se provádí v Miná na památku Ibrahímovy oběti berana. Zpravidla muslimové obětují kozy nebo ovce, bohatí v minulosti obětovávali i velbloudy. Obětované zvíře musí být usmrceno předepsaným způsobem tak, aby se jeho maso nepokládalo za rituálně nečisté. Obětované zvíře se natočí hlavou ke Ka'bě (qibla), muslim provádějící oběť pak pronese formuli Alláhu akbar („Bůh je převeliký“) a prořízne zvířeti krční tepnu. Nechá zvíře vykrvácet a poté jej rozporcuje. Korán zdůrazňuje, že Bůh si oběť přímo nevyžaduje ani ji nechce pro sebe; oběť má být důkazem zbožnosti muslima. Také proto je pak maso obětovaných zvířat prodáváno či rozdáváno chudým.
V minulosti platilo, že zvíře by měl obětovat každý muslim. Avšak když postupem času začalo přibývat poutníků, počet obětovaných zvířat nabral obrovských rozměrů a veškeré maso z nich nebylo možno efektivně zpracovat. Proto v průběhu osmdesátých let islámské právní autority vydaly prohlášení, že oběti se mohou provádět kolektivně, tj. jedno zvíře pro větší skupinu lidí.

### Kamenování satana

Schematická mapa průběhu celého hadždže

Ještě téhož den, 10. dhú'l-hidždža, poutníci nasbírají sedm kamínků (pokud možno ještě při pobytu v Muzdalifě), se kterými přijdou do údolí Miná, aby jimi symbolicky hodili po satanovi. Satana v minulosti představovaly tři kamenné pilíře (džamry), avšak po mnoha tragédiích, které během tohoto rituálu vedly k ušlapání mnoha set poutníků, byly na příkaz vlády Saúdské Arábie malé sloupy nahrazeny třemi zdmi dlouhými dvacet šest metrů, čímž se poutníkům zvětšil prostor pro vrhání kamenů. Kamenování se provádí z mostu Džamarat, který muslimům umožňuje házet kameny z více úrovní. Most byl postaven v roce 1963 a nejdříve umožňoval poutníkům házet kameny na kamenné pilíře jen z jedné úrovně. V roce 2006 se započalo s jeho rozsáhlou přestavbou, během hadždže v roce 2007 byly přístupné již tři úrovně z plánovaných čtyř. Most měl být dokončen v roce 2008, v současné době je však stále ve výstavbě.
První den (tj. ještě v den Svátku obětování) poutníci kamenují jen tu nejvyšší ze zdí. Hodí po ní sedm kamínků, které se na zeď mají házet jeden po druhém, hodit najednou více kamenů je pořád chápáno jako jeden hod, což se považuje za chybu. Kamenování pokračuje i další dny, kdy se však kamenují všechny tři džamry, každá vždy po sedmi kamenech. Pokud poutník zůstane v Mekce až do úplného konce hadždže, vyčerpá tak všech sedmdesát kamenů. Muslimové mohou hodit kameny za libovolný počet ostatních muslimů, kteří kamenování nemohou vykonat sami. Symbolické kamenování má připomínat počínání Ibrahíma, jenž v těchto místech zahnal kameny satana, který ho pokoušel, aby neuposlechl božího příkazu a neobětoval svého syna Isma'íla.

### Závěr pouti
Po skončení těchto rituálů bývá zvykem, že se muslimové v Mekce zdrží ještě tři dny. Během této doby se věnují různým činnostem – suší maso obětovaných zvířat, znovu kamenují satana apod. Po uplynutí tří dnů celý hadždž definitivně končí. Muslimové před odchodem ještě naposledy obejdou Ka'bu a někteří se vydají k Mohamedově hrobce do Medíny. I když návštěva Mohamedova hrobu není povinností muslima, je považována za významnou a záslužnou.
Pouti do Mekky se účastní i muslimové z České republiky, v roce 2006 se jednalo přibližně o dvě desítky, stejně jako v roce předchozím. V roce 2008 bylo podle zpráv Islámské nadace vydáno 75 poutnických víz pro poutníky z Česka.

## Tragické události a jejich důsledky

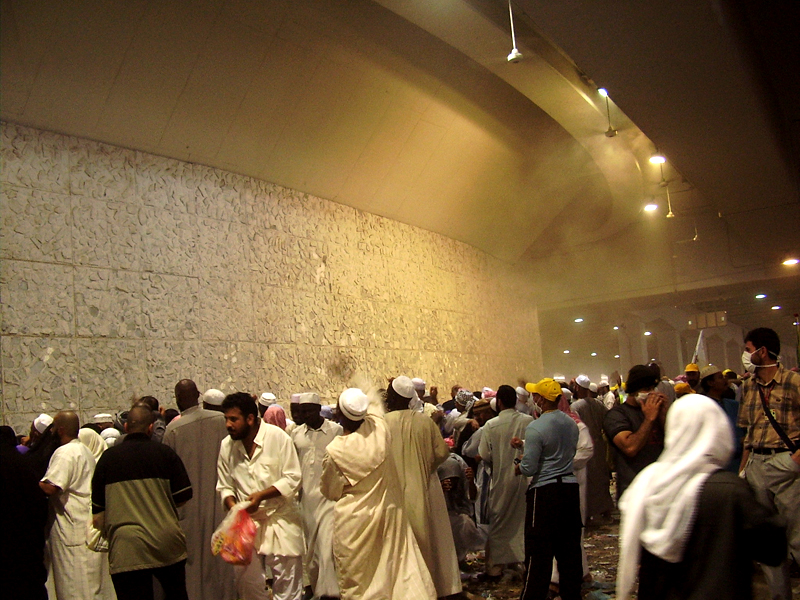
Kamenování satana v roce 2006, během něhož přišlo o život více než tři stovky poutníků

Pouti se každoročně účastní okolo dvou milionů osob (v roce 2008 se jednalo o 1 729 841 ze 178 zemí). Kvůli takovému množství poutníků přijímají saúdskoarabské úřady mimořádná logistická, zdravotnická i bezpečnostní opatření, která by měla zabránit nehodám, případným teroristickým útokům či epidemiím. Z bezpečnostního hlediska bývá nejrizikovější kamenování satana v Miná, během kterého se na malém prostoru ocitá obrovské množství osob, což v minulosti již mnohokrát vedlo k ušlapání stovek poutníků. Proto byl rozšířen most, který vede k pilířům, a byly vybudovány dva nouzové východy z údolí Miná. Poutníkům též bylo povoleno zahájit rituál kamenování ihned po půlnoci, tedy ještě před sérií ranních modliteb. Kvůli zajištění bezpečnosti jsou v Mekce přítomny desetitisíce policistů i vojáků, v roce 2007 jich bylo přítomno přibližně 60 000. Snaha Saúdské Arábie zvládnout obrovské davy poutníků vedla k zavedení kvót, které určují, jaký počet muslimů z jednotlivých zemí se může na pouť vydat.
Jedna z největších tragédií během hadždže nastala v roce 1987, kdy saúdskoarabští vojáci zasahovali proti íránským poutníkům, kteří během hadždže pořádali demonstraci proti Spojeným státům. Při zásahu zemřelo více než 400 lidí. Vůbec největší tragédie co do počtu obětí nastala o tři roky později, kdy bylo během kamenování satana ušlapáno až 1426 muslimů. V roce 2006 přišlo při stejné události o život 362 poutníků, přičemž incidentu předcházelo zřícení jednoho z hotelů v Mekce, pod jehož troskami zahynulo přes sedmdesát ubytovaných poutníků. Neštěstí v roce 2006 vedlo ke zpřísnění kontroly příchozích poutníků, zejména jejich vstupního povolení.

## Sociální rozměr

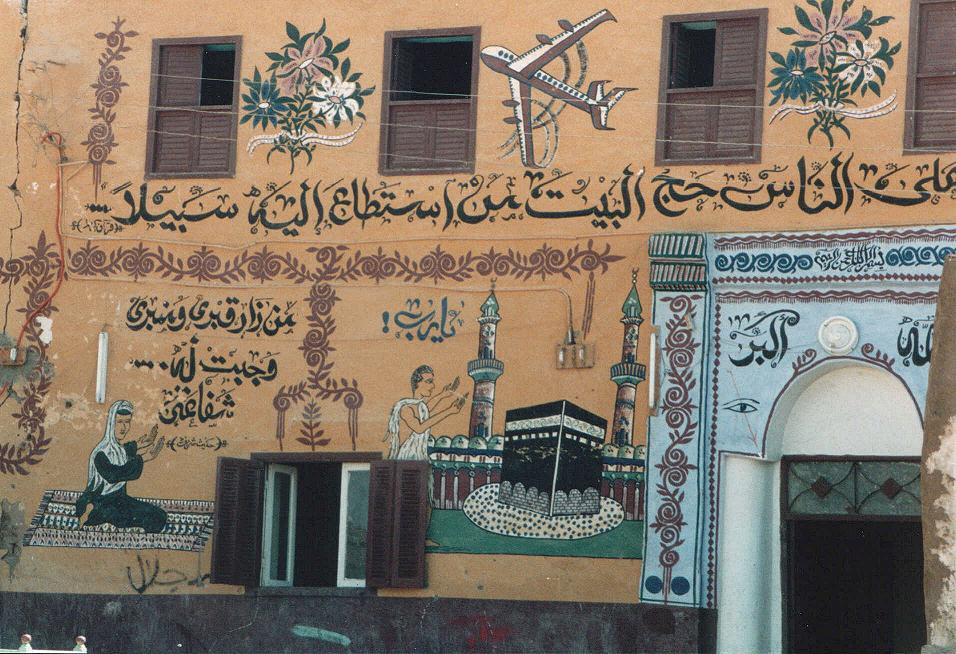
Výjev z hadždže na zdi egyptského domu nedaleko Luxoru

Mekka je duchovním i historickým centrem islámu a tudíž i muslimů. Hadždž jakožto znak muslimské jednoty hrál v dějinách islámu trvale významnou úlohu. Mimo jiné dává muslimům poznat oblast působení proroka Mohameda a potvrzuje jejich přináležitost k Bohu. Obrovské množství muslimů přichází do Mekky za stejným cílem. Jsou oděni ve stejný šat, který stírá sociální rozdíly mezi nimi – v době hadždže jsou si všichni poutníci rovni. Organizátoři poutě kladou důraz na to, aby mezi muslimy v době pouti nevznikaly nepřátelské nálady způsobené příslušností k odlišným směrům islámu – pouti se účastní jak sunnité, tak ší'ité. Ministr vnitra Saúdské Arábie Nadžíf ibn Abdal Azíz k tomu řekl: „Pouť není místem na vytahování politických hesel nebo sloganů, které muslimy rozdělují.“ V roce 2007 saúdskoarabský sunnitský král Abdalláh vůbec poprvé pozval na pouť ší'itského prezidenta Íránu Mahmúda Ahmadínežáda, který pozvání přijal.i
Tomu, kdo hadždž vykoná, náleží čestný titul hádždž či hádždží, který smí používat před svým jménem. Tento titul se však používá i k uctivému oslovení staršího člověka bez ohledu na to, zda někdy hadždž vykonal. Vůbec prvním hadžim se podle islámské tradice stal sám Ibráhím. Vykonavatel pouti se těší ve svém muslimském okolí úctě, v některých oblastech jako v Egyptě je zvykem, že si poutníci či jejich rodinní příslušníci nechávají namalovat na průčelí domů různá vyobrazení z pouti.